# Daybreakers
Pour plus de détails, voir Fiche technique et Distribution.
Daybreakers ou L'Aube des survivants au Québec est un film de science-fiction écrit et réalisé par Michael et Peter Spierig, sorti en 2009.

## Synopsis
En 2019, un virus mystérieux a transformé la majorité de la population mondiale en vampires. La population humaine s'est effondrée et le besoin de sang devient désespéré. Les vampires privés de sang pendant de longues durées dégénèrent en « sous-traitants », des créatures psychotiques ressemblant à des chauves-souris, sans aucun souvenir de leur identité et dont la seule pensée est la soif de sang. Les quelques humains restants sont capturés et envoyés dans des fermes pour que leur sang soit récolté, pendant que des scientifiques travaillent à créer du sang synthétique afin de pallier la pénurie.
Le film commence par un plan montrant une chauve-souris passer dans le ciel, et une scène qui montre une jeune fille laissant une lettre d'adieu, disant que rien ne pouvait être changé (elle rêvait de redevenir humaine, mais rien n'a changé), elle ne supportait plus d'être une vampire et se suicide en se faisant brûler vivante par la lumière du soleil.
Pendant le générique, les rues de la ville sont complètement désertes mais, à la tombée de la nuit, la population apparaît : ce ne sont que des vampires, avec des yeux jaunes qui s'éclairent dans l'obscurité.
Edward Dalton est l'hématologue en chef du plus grand fournisseur de sang humain aux États-Unis, détenu par Charles Bromley. Edward et son collègue Christopher Caruso développent un substitut de sang.
En essayant de rentrer chez lui après une expérience ratée sur un cobaye, Dalton fait accidentellement sortir un autre véhicule de la route. En vérifiant les occupants de l'autre véhicule, il apprend qu'ils sont humains. À l'approche de la police, Dalton les cache dans son véhicule. Ils se séparent, mais pas avant que leur chef, Audrey, apprenne le nom et l’occupation d’Edward à partir du badge sur sa veste.
À la maison, Edward est surpris par son frère Frankie (Michael Dorman). Le cadeau de Frankie : une bouteille de sang humain pur, relance un débat de longue date sur les sympathies d'Edward envers les humains. L'argument est coupé lorsqu'un sous-traitant envahit la maison d'Edward, forçant les frères à le tuer.
Le lendemain matin, Audrey se rend chez Edward et lui tend une note avec les instructions pour une réunion. Pendant la réunion, Edward est présenté à Lionel "Elvis" Cormac, un humain qui était autrefois un vampire. Avant qu'il puisse dire comment il est redevenu humain, une équipe militaire arrive avec Frankie, qui a suivi Edward et a l'intention de capturer Cormac et Audrey. Audrey parvient à assommer Frankie et les trois s'enfuient. Une fois qu'ils se sont échappés, Cormac explique qu'il a été guéri du vampirisme après avoir été éjecté de son véhicule à l'épreuve du soleil par un accident. Exposé au soleil, Elvis a pris feu, mais sa vie a été sauvée après avoir atterri dans une rivière après avoir été exposé au soleil pendant un laps de temps précis pour le rendre à nouveau humain. Edward accepte d'aider Cormac à trouver un moyen de recréer le remède.
Cette nuit-là, Edward rencontra plus de survivants humains, ainsi que le sénateur Turner, un vampire qui aide secrètement la colonie à mettre au point un traitement curatif. Un convoi d'humains se dirigeant vers le groupe d'Audrey est pris dans une embuscade et capturé. Les soldats suivent la position du vignoble, forçant Turner et les humains à s'enfuir. Audrey, Cormac et Edward restent derrière afin qu'Edward puisse être guéri. Edward est capable de recréer le remède qu'Elvis avait expliqué, se soignant du vampirisme. Ils tentent de se regrouper avec Turner et les autres humains, seulement pour constater qu'ils sont tous morts.
Un des convois capturés, Alison, se révèle être la fille humaine de Charles. Charles demande à Frankie de la transformer de force en vampire. Elle refuse de boire du sang humain et se transforme en sœur. Elle est arrêtée avec les autres et traînée dans la lumière du soleil pour y être brûlée. Témoin de la mort d'Alison, Frankie est contrarié, ce qui l'amène à rechercher son frère. Pendant ce temps, l'armée impose la loi martiale pour contrôler la population et maintenir l'ordre.
Edward, Cormac et Audrey s'introduisent dans la maison de Christopher et lui demandent de l'aider à diffuser le traitement. Cependant, Christopher a finalement découvert un substitut sanguin viable et n'est pas intéressé par un traitement curatif. Il appelle des soldats qui capturent Audrey pendant que Cormac et Edward s'échappent. Ils sont trouvés par Frankie, qui accepte d'aider. Il attaque Cormac, mais boire son sang rend Frankie humain à nouveau ; révélant que le traitement à la lumière du soleil risqué est inutile, et que le sang de la personne guérie est convenable.
Edward, essayant de sauver Audrey, se confie à Charles, qui se vante de son nouveau monopole du substitut du sang. Edward incite Charles à le mordre, le rendant humain à nouveau comme Frankie.
Edward laisse Charles à la merci des soldats qui sont sur le point de devenir des subalternes et le dévorent vivent pour boire son sang jusqu'à lui arracher ses bras et sa tête. Frankie arrive pour sauver Edward et Audrey et, entouré de soldats, attire leur attention sur lui pour permettre à Edward et Audrey de s'échapper ; une frénésie alimentaire s'ensuit, lorsque les soldats affamés consomment d'abord le sang de Frankie, puis celui des soldats guéris par lui, un vrai massacre s'ensuit entre eux jusqu'à ce qu'il ne reste plus que trois (ce qui semble être au début trois) debout, guéris et déconcertés. Christopher, pour couvrir le remède, tire sur les six et est sur le point de tirer Edward et Audrey lorsque Cormac le tue avec une arbalète.
Les trois survivants s'en vont au lever du soleil. Dans une voix off, Edward s'adresse à la population en général, annonçant la guérison. Le film se termine par une chauve-souris qui passe dans le ciel, comme au début du film.

## Fiche technique
- Titre original et français : Daybreakers
- Titre québécois : L'Aube des survivants
- Réalisation : Michael et Peter Spierig
- Scénario : Peter et Michael Spierig
- Décors : Matthew Putland
- Costumes : George Liddle
- Photographie : Ben Nott
- Montage : Matt Villa
- Musique : Christopher Gordon
- Producteur : Chris Brown, Sean Furst et Bryan Furst
- Sociétés de production : Pictures in Paradise, Screen Australia et Furst Films
- Société de distribution : États-Unis : Lionsgate, France : Metropolitan Filmexport
- Budget : 20 000 000 de dollars[1]
- Pays d'origine :  Australie et  États-Unis
- Langue originale : anglais
- Format : couleur - 2.35 : 1 - 35 mm (anamorphique)
- Genre : science-fiction
- Durée : 98 minutes
- Dates de sortie[2] :
  - Canada : 11 septembre 2009 (Festival international du film de Toronto)
  - France : 3 mars 2010
  - Belgique : 14 avril 2010
  - Déconseillé aux moins de 16 ans.

## Distribution

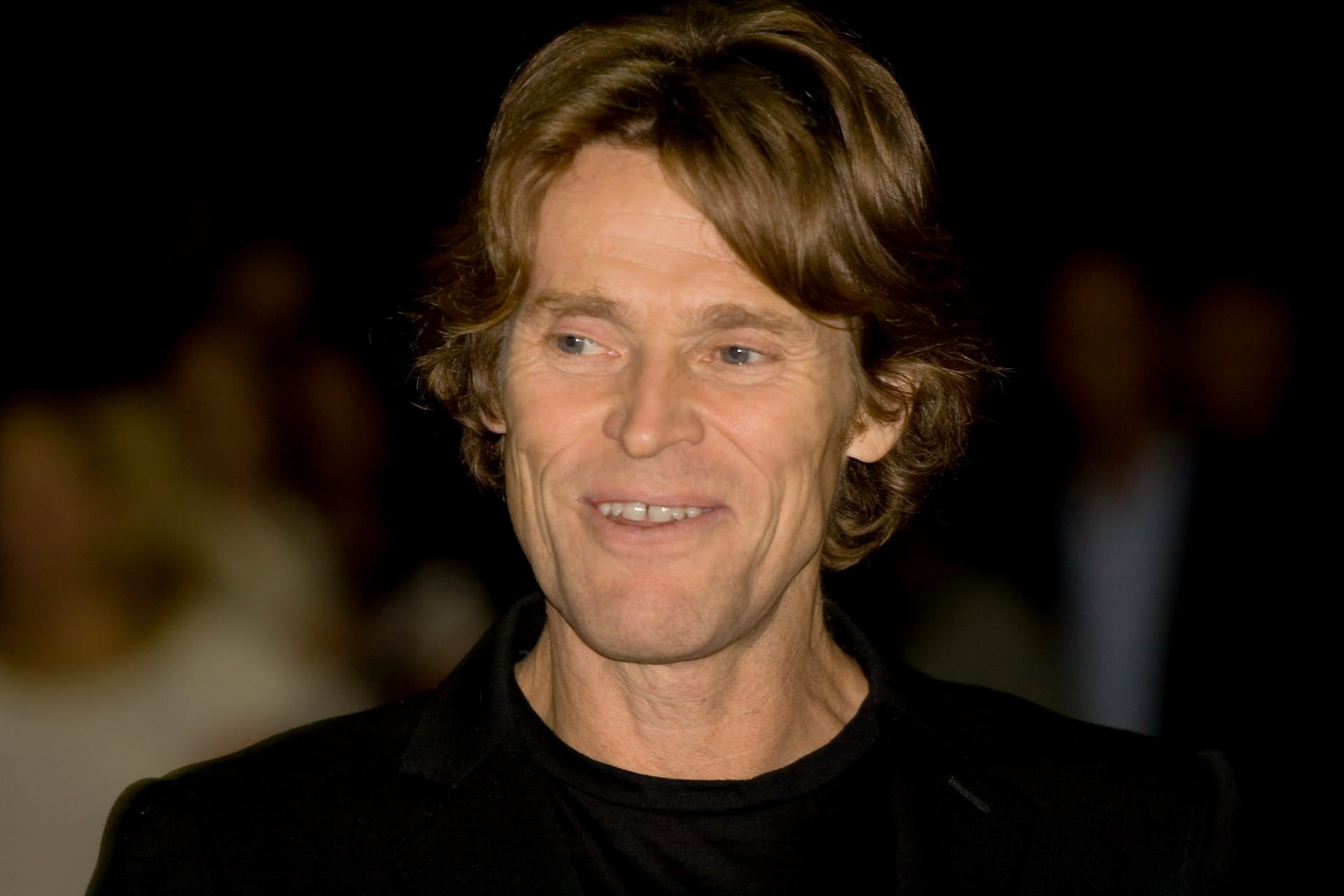
L'acteur Willem Dafoe à la première du film au Festival international du film de Toronto 2009.

- Ethan Hawke (VF : Joël Zaffarano et VQ : Jean-François Beaupré) : Edward Dalton, un chercheur vampire qui tente de sauver l'humanité de l'extinction[3].
- Sam Neill (VF : Hervé Bellon et VQ : Mario Desmarais) : Charles Bromley, un vampire responsable d'une société pharmaceutique[3].
- Willem Dafoe (VF : François Dunoyer et VQ : Sylvain Hétu) : Lionel "Elvis" Cormac, un vampire redevenu humain[4].
- Claudia Karvan (VF : Déborah Perret et VQ : Mélanie Laberge) : Audrey Bennett, une humaine[5].
- Vince Colosimo (VQ : Denis Roy) : Christopher Caruso, un collègue et principal collaborateur d'Edward[6].
- Michael Dorman (VF : Pierre Tessier et VQ : Nicholas Savard L'Herbier) : Frankie Dalton, vampire et frère d'Edward.
- Isabel Lucas (VF : Alice Taurand et VQ : Kim Jalabert) : Alison Bromley, fille humaine de Charles Bromley[7].

## Accueil critique
Colette Monsat et Hugo de Saint-Phalle du Figaroscope décrivent le film comme étant « de genre, rythmé, efficace, inventif, et plutôt bien joué. » et leur donnent la note de trois sur quatre étoiles. Le site Rotten Tomatoes lui attribue une note de 67 %, basée notamment sur les bonnes critiques du New York Post, du New York Times et du Chicago Reader, et de plus mitigées de NewsBlaze et MSN.com.

## Origines
Bien qu'aucun lien ne soit avéré, le scénario de Daybreakers fait immanquablement penser au roman A l'assaut de l'invisible d'A. E. van Vogt. En effet, dans ce roman, le héros évolue en partie dans une ville où la très grande majorité de la population est constituée de vampires assoiffés, souffrant du manque de sang.